# ساشا غري
ساشا غري أو مارينا آن هانزيس  (ولدت في 14 مارس، 1988) هي ممثلة أفلام إباحية أمريكية سابقة بالإضافة إلى عملها في التمثيل العام والموسيقى وعروض الأزياء.
ساشا جراي حاصلة على عدة جوائز AVN في الفترة من 2007 إلى 2010، وفي عام 2008 قامت بدور البطولة في الفيلم الروائي الطويل The Girlfriend Experience للمخرج الشهير ستيفن سودبيرج.
كانت تعمل ساشا جراي في صناعة الإباحية منذ بلوغها الثامنة عشرة، ومنذ ذلك الحين مثلت ما يزيد عن 244 فيلمًا (بما فيهم اثنان أخرجتهم بنفسها)، وتؤدي جراي مختلف أنواع الأداء في أفلامها، بما في ذلك الجنس الشرجي، والسحاق، والجنس العرقي.

## نشأتها
نشأت ساشا جراي في ولاية كاليفورنيا الأمريكية لعائلة من الطبقة العاملة، فوالدتها كانت تعمل في إدرة ولاية كاليفورنيا، بينما عمل والدها كميكانيكي سيارات،  وانفصل والداها عندما كانت في الخامسة من العمر.
ودرست جراي في أربع مدارس ثانوية مختلفة، لكنها لم تحب الدراسة، وتخرجت في عمر السابعة عشر، ثم بدأت بأخذ دروس في الرقص، والتمثيل، وصناعة الأفلام.
عملت كنادلة في أحد المطاعم خلال 2006 لتوفير 7,000 دولار لنفقات انتقالها إلى لوس أنجلوس.

## حياتها الشخصية
تُعرّف غراي نفسها بأنها وجودية، وثنائية التوجه الجنسي. كانت على علاقة طويلة الأمد مع إيان سينامون الذي يكبرها بـ 13 عامًا، لكن الزوجين انفصلا في عام 2013.
في عام 2010، في مقابلة مع مجلة مكسيم، قالت جراي إن والديها لم يكونا سعداء بمشاركتها في صناعة أفلام البالغين ولكنهم كانوا على علاقة جيدة معها رغم ذلك؛ توفي والد غراي في عام 2015.

## جدل
في نوفمبر 2011 بدأت ساشا جراي بتقديم قراءات تربوية لتلامذة المدارس الابتدائية في ولاية لوس أنجليس الأمر الذي أثار ضجة كبرى، واثار انتقاد الكثير من أهالي التلاميذ، فيما رحب آخرون بالفكرة باعتبار ما فعلته غراي يعد نقلة نوعية في حياتها المهنية.

## أشهر أفلامها
| السنة | الفيلم                          | الدور                                             | ملاحظات                                   |
| ----- | ------------------------------- | ------------------------------------------------- | ----------------------------------------- |
| 2007  | Homo Erectus                    | فتاة الكهف                                        |                                           |
| 2008  | Pirates II: Stagnetti's Revenge | ماريا (Maria)                                     |                                           |
| 2009  | The Girlfriend Experience       | تشيلسيا/ كريستين براون (Chelsea/ Christine Brown) |                                           |
| 2009  | James Gunn's PG Porn            | تريبيكا ستروتي (Tricia Scrotey)                   | حلقة واحدة من مسلسل عرض على شبكة الإنترنت |
| 2009  | Smash Cut                       | أبريل كارسون (April Carson)                       |                                           |
| 2009  | 9to5 – Days in Porn             | شخصيتها الحقيقية                                  | فيلم وثائقي عن صناعة الإباحية             |
| 2010  | Quit                            | سارقة المحل رقم 2                                 |                                           |
| 2010  | Malice in Lalaland              | ميليس (Malice)                                    |                                           |
| 2010  | The Girl from the Naked Eye     | لينا (Lena)                                       |                                           |
| 2010  | Entourage                       | شخصية مقتبسة من شخصيتها الحقيقية                  | 6 حلقات                                   |
| 2011  | I Melt With You                 | رافين (Raven)                                     |                                           |

## [20]المصادر
1. ↑   https://trademarks.justia.com/868/07/sasha-86807818.html. اطلع عليه بتاريخ 2017-01-31. {{استشهاد ويب}}: |url= بحاجة لعنوان (مساعدة) والوسيط |title= غير موجود أو فارغ (من ويكي بيانات) (مساعدة)
2. ↑   https://www.latimes.com/archives/la-xpm-2009-may-21-et-sasha-grey21-story.html. {{استشهاد ويب}}: |url= بحاجة لعنوان (مساعدة) والوسيط |title= غير موجود أو فارغ (من ويكي بيانات) (مساعدة)
3. ↑  Discogs | Sasha Grey (بالإنجليزية), QID:Q504063
4. ↑  filmportal.de | Sasha Grey، QID:Q15706812
5. ↑  Babelio | Sasha Grey (بالفرنسية), QID:Q2877812
6. 1 2 3  Adult Film Index، QID:Q121335091
7. ↑   https://starsunfolded.com/sasha-grey/. {{استشهاد ويب}}: |url= بحاجة لعنوان (مساعدة) والوسيط |title= غير موجود أو فارغ (من ويكي بيانات) (مساعدة)
8. ↑  Adult video news (بالإنجليزية), ISSN:0883-7090, QID:Q379049
9. ↑   http://www.newsreview.com/sacramento/star-is-porn/content?oid=618451. {{استشهاد ويب}}: |url= بحاجة لعنوان (مساعدة) والوسيط |title= غير موجود أو فارغ (من ويكي بيانات) (مساعدة)
10. ↑   https://www.pornpics.com/pornstars/sasha-grey/. {{استشهاد ويب}}: |url= بحاجة لعنوان (مساعدة) والوسيط |title= غير موجود أو فارغ (من ويكي بيانات) (مساعدة)
11. ↑  AdultFilmCentral، QID:Q90421366
12. ↑  AEBN (بالإنجليزية), QID:Q4651261
13. ↑  Freeones (بالإنجليزية), QID:Q64411346
14. ↑  Discogs (بالإنجليزية), QID:Q504063
15. ↑  SoundCloud (بالإنجليزية والألمانية والفرنسية والإسبانية والبرتغالية والهولندية), QID:Q568769
16. ↑  المستشار المقيم، QID:Q3427703
17. ↑  CineMagia (بالرومانية), QID:Q15065727
18. ↑  kink.com (بالإنجليزية), QID:Q217680
19. ↑   https://www.wikiporno.org/wiki/Sasha_Grey. {{استشهاد ويب}}: |url= بحاجة لعنوان (مساعدة) والوسيط |title= غير موجود أو فارغ (من ويكي بيانات) (مساعدة)
20. 1 2  Live, Trend Setter; Live, Trend Setter (27 Jan 2023). "Sasha Grey Age, Husband, Books, Net Worth & More -" (بالإنجليزية الأمريكية). Archived from the original on 2023-01-27. Retrieved 2023-01-27.
21. ↑  Lee، Chris (21 مايو 2009). "Porn star Sasha Grey gets a mainstream role". www.latimes.com. مؤرشف من الأصل في 2009-05-25.
22. ↑  "The Roots: New videos on the way". مؤرشف من الأصل في 2011-03-07.
23. ↑  "Review ATelecine". Re-gen Magazine. مؤرشف من الأصل في 2011-03-06.
24. 1 2  Dave Gardetta (1 نوفمبر 2006). "The teenager & the porn star: will 18-year-old Sasha Grey become the adult film industry's next Jenna Jameson?". Los Angeles Magazine. مؤرشف من الأصل في 2019-03-28. اطلع عليه بتاريخ 2007-03-30.
25. ↑  Eric Alt (5 مايو 2010). "Exclusive: Actress Sasha Grey Works "9 To 5: Days in Porn"". Maxim. مؤرشف من الأصل في 2010-10-23. اطلع عليه بتاريخ 2010-05-05.
26. ↑  Barna، Ben (17 أكتوبر 2008). "Sasha Grey: Your New Girlfriend". BlackBook. مؤرشف من الأصل في 2023-04-07. اطلع عليه بتاريخ 2019-03-15.
27. ↑  Heyman، Stephen (11 أبريل 2011). "Grey Matter". T: The New York Times Style Magazine. اطلع عليه بتاريخ 2019-03-20.
28. ↑  Interviewed by Olivia Munn (14 May 2009). Sasha Grey Interview. Attack of the Show (Television production) (بالإنجليزية). G4TV.  Event occurs at 3:56–4:10. Archived from the original on 2018-02-21. Retrieved 2022-10-17.{{استشهاد بوسائط مرئية ومسموعة}}:  صيانة الاستشهاد: BOT: original URL status unknown (link)
29. ↑  Alt، Eric (5 مايو 2010). "Exclusive: Actress Sasha Grey Works '9 To 5: Days in Porn'". Maxim. مؤرشف من الأصل في 2012-03-25.
30. ↑  ساشا غراي.. من الأفلام الإباحية إلى التربية، جريدة النشرة الفنية نسخة محفوظة 5 يوليو 2020 على موقع واي باك مشين.

## وصلات خارجية
- ساشا غري على موقع IMDb (الإنجليزية)
- ساشا غري على موقع ميتاكريتيك (الإنجليزية)
- ساشا غري على موقع روتن توميتوز (الإنجليزية)
- ساشا غري على موقع ألو سيني (الفرنسية)
- ساشا غري على موقع ميوزك برينز (الإنجليزية)
- ساشا غري على موقع تيرنر كلاسيك موفيز (الإنجليزية)
- ساشا غري على موقع أول موفي (الإنجليزية)
- ساشا غري على موقع إن إن دي بي (الإنجليزية)
- ساشا غري على موقع أول ميوزيك (الإنجليزية)
- ساشا غري على موقع ديسكوغز (الإنجليزية)
- الموقع الرسمي
- ساشا جراي على iMDB